# Автошлях E511
E 511 — європейська дорога класу B у Франції, що сполучає міста Куртене — Труа.

## Розв'язки трас та Е-дороги
- Франція
  - Куртене:  E60
  - Труа